# Joe Cuba
Joe Cuba, ursprungligen Gilberto Miguel Calderón, född 22 april 1931 i New York, död 15 februari 2009 i New York, var en amerikansk congaspelare inom salsa och boogaloo. Joe Cuba är känd för låtar som "El Pito (I'll Never Go Back To Georgia)" (1965), "Bang Bang" (1966) och "Sock It To Me Baby" (1967) vilka blev amerikanska hitsinglar.